# Jackie Jakubowski
Jackie Jakubowski (* 5. Oktober 1951 in Stettin, Polen; † 24. Mai 2020 in Stockholm) war ein schwedischer Schriftsteller und Journalist.

## Leben
Jakubowski kam 1970 als Flüchtling aus Polen nach Schweden (siehe März-Unruhen 1968 in Polen). Von 1980 bis 2015 war er Chefredakteur der jüdischen Kulturzeitschrift Judisk Krönika (Jüdische Chronik).
2006 war er einer der Sprecher im Serial „Sommar“ im Ersten Programm von Sveriges Radio.
Von schwedischen Zeitschriften wurde er im Jahr 2000 als „Journalist des Jahres“ gewählt.

## Buchveröffentlichungen (Auswahl)
- Judiska prövningar och omprövningar (Jewish Trials and Re-Examinations), Verlag Brombergs, 1992
- Ljudet av alef (The Sound of Alef), Verlag Natur och Kultur, 2000
- Bortom beit (Beyond Bet), Verlag Atlantis, 2005
- Spår av lamed (Traces of Lamed), Verlag Atlantis, 2009